# Christophe Chevalier
Pour les articles homonymes, voir Chevalier.
Christophe Chevalier est un scénariste et réalisateur français.

## Filmographie

### Comme réalisateur
- 1998 : Louis Page
- 2008 : Génération Electro
- 2012 : Le Nez dans le ruisseau